# Petsch Moser
Petsch Moser est un groupe de rock indépendant de Vienne en Autriche. Il tient son nom du skieur de piste à bosses suisse Petsch Moser qui, comme le groupe l'affirme toujours, a acquiescé explicitement à l'utilisation de son nom. En 2005 le groupe a été nommé pour le prix Amadeus Austrian Music Award. L'ensemble musical participait à la demi-finale du « Protestsongcontest » avec leur morceau Argumente (lalalalalalalala) en 2010.

## Histoire du groupe
Petsch Moser avait été formé en Basse-Autriche en 1995, mais après déménageait à Vienne où en ce temps-là il y avait une scène de groupes indie en fort progrès dont FM4, station de radio culturel pour une cible jeune fondée cette même année, y a été pour beaucoup. La station jouait également de diverses chansons du groupe. La plupart des morceaux est en allemand, toutefois il y en a quelques vieilles en anglais aussi. Après la sortie de Andreas Remenyi en 2006 le groupe part en tournée à cinq avec Lukas Müller au piano électronique et Martin Knobloch à la basse.

## Discographie
- 1999 - Bitte Sweet Me
- 2002 - Von Städten und Bäumen
- 2004 - Die Stellen
- 2004 - Vinyle : Hinter Glas inkl. Remixe (Masterplan Records)
- 2005 - DVD : A Night At The Flex
- 2006 - Reforma
- 2010 - Johnny (publication le 28 mai 2010)

## Source
- (de) Cet article est partiellement ou en totalité issu de l’article de Wikipédia en allemand intitulé « Petsch Moser (Band) » (voir la liste des auteurs).